# Oribatella szaboi
Oribatella szaboi är en kvalsterart som beskrevs av Balogh och Sandór Mahunka 1979. Oribatella szaboi ingår i släktet Oribatella och familjen Oribatellidae. Inga underarter finns listade i Catalogue of Life.